# Michelle Richmond
Michelle Richmond is een Amerikaans schrijfster van verhalenbundels en romans.

## Biografie
Michelle Richmond werd geboren midden jaren 1970 en groeide op in Mobile (Alabama) als middelste van drie zussen. Ze behaalde een BA aan de University of Alabama en een Master of Fine Arts aan de University of Miami. Ze gaf les in de Universiteit van San Francisco, het California College of the Arts, Saint Mary's College of California, de Bowling Green State University en de Notre Dame de Namur University.

### Carrière
In 2001 werd Richmonds eerste boek, een verhalenbundel getiteld The Girl in the Fall-Away Dress gepubliceerd. Ze brak in 2007 door met haar derde boek The Year of Fog (oorspronkelijk gepubliceerd onder de titel Ocean Beach) dat in de New York Times-bestsellerlijst kwam, geselecteerd werd als een van de beste boeken van 2007 door het Library Journal en genomineerd voor de Franse literatuurprijs Grand prix des lectrices de Elle. De psychologische thriller The Marriage Pact uit 2017 werd in dertig talen vertaald en werd bekroond met onder andere de Deense Palle Rosenkrantz-prisen.

### Privéleven
Richmond is gehuwd, heeft een zoon en woont in Parijs.